# Táplálékkiegészítő
A táplálékkiegészítők (vagy étrend-kiegészítők) célja azon tápanyagok pótlása, melyből a normál táplálkozás során nem fogyasztunk eleget. Közéjük tartoznak a vitaminok, ásványi anyagok, rostok, zsírsavak, aminosavak. Jelenleg több mint 50 000 étrend-kiegészítő érhető el. Az amerikai felnőtt lakosság több mint fele fogyaszt táplálékkiegészítőt (53-55%). A legelterjedtebb a multivitamin fogyasztása.
A táplálék-kiegészítő a hétköznapi nyelvben született hibás kifejezés. A helyes kifejezés az étrend-kiegészítő.

## Meghatározás
Az egyesült államokbeli Élelmiszer- és Gyógyszerügyi Hivatal (FDA) szerint a táplálékkiegészítők olyan termékek, melyek nem gyógyszerek, élelmiszer-adalékanyagok, mint a fűszerek vagy a tartósítószerek, nem hagyományos ételek, és melyek megfelelnek az alábbi kritériumoknak:
1. A termék célja, hogy kiegészítse a személy étrendjét, de nem helyettesítheti az étkezést.
2. A termék tartalmaz vitamint, ásványi anyagokat, aminosavakat, koncentrátum, metabolit, kivonat vagy ezek kombinációjában.
3. A termék címkéjén fel van tüntetve, hogy étrend-kiegészítő.

Az Egyesült Államokban az FDA különböző ellenőrzési eljárásokat alkalmaz, ugyanúgy, mint a gyógyszereknél.

## Egészségvédő szerepe
A rendeltetésszerű használata pótolja az alapvető tápanyagokat.
A táplálékkiegészítők nem tudják teljes mértékben kivédeni a dohányzás, a mozgásszegény életmód, és a helytelen szokások következményeit. Túlzott fogyasztásuk többféle kárt is okozhat. Az antioxidánsok segítenek a mérgező anyagok okozta sejt- és szöveti károsodások megakadályozásában.

## Típusai

### Vitaminok
Fő cikk:Vitamin
A vitamin olyan szerves vegyület, amely kis mennyiségben ugyan, de nélkülözhetetlen az emberi szervezet számára, viszont kellő mennyiségben az előállítására nem mindig képes, ezért tápanyag formájában kénytelen hozzájutni.

### Ásványi anyagok
Fő cikk: Ásványi anyagok
Az ásványi anyagok összességükben az emberi szervezet 4-5%-át teszik ki.

### Aminosavak és fehérjék
Fő cikkek: Aminosavak és fehérjék
Az aminosavak (más néven amino-karbonsavak) olyan szerves vegyületek, amelyek molekulájában aminocsoport (-NH2) és karboxilcsoport (-COOH) egyaránt előfordul.
Az aminosavak 3 kategóriába sorolhatók: esszenciális aminosavak, nem esszenciális aminosavak és feltételes aminosavak.

### Esszenciális zsírsavak
Fő cikk: Esszenciális zsírsavak
Az esszenciális zsírsavak többszörösen telítetlen vegyületek, melyek között van omega-6 zsírsav (linolsav) és omega-3 zsírsav (alfa-linolénsav, ALA) is. Ezek nélkülözhetetlenek az emberi táplálkozásban, mert nem tudja őket a szervezet előállítani.

### Testépítő kiegészítők
Ezen kiegészítőket általában testépítők és élsportolók veszik igénybe. A testépítő kiegészítők elősegíthetik a súly- vagy izomgyarapodást, a fogyást, javíthatják a sportteljesítményt. A legszélesebb körben alkalmazottak a vitaminok, a fehérje italok, az elágazó láncú aminosavak (BCAA), a glutamin, az esszenciális zsírsavak, a kreatin, és a tesztoszteron fokozók.

## Vita
Marina Heinonen, a Helsinki Egyetem élelmiszerbiztonsági professzora szerint az étrendkiegészítők egészségre vonatkozó állításai több mint 90%-ban pontatlanok. A Consumer Reports bejelentett több fehérjeport, mely arzént, kadmiumot, ólmot vagy higanyt tartalmazott. Továbbá, a CBC megállapította, hogy a fehérje addíció sem ritka, azonban ezt sokan vitatták.
BMC Medicine tanulmánya szerint a gyógynövény kivonatok egyharmada nem tartalmaz hatóanyagokat.

## Európai uniós szabályozás
Az Európai Unió irányelvei szigorúbbak, mint az Egyesült Államokban. Az étrend-kiegészítőkre vonatkozó tagállami jogszabályok közelítéséről szóló 2002/46/EK európai parlamenti és tanácsi irányelv szerint a termékeknek biztonságosaknak, tisztáknak kell lenniük és megfelelő mértékben kell tartalmazniuk hatóanyagokat. Tilos őket gyógyszerként címkézni, és fel kell tüntetni az egészségre vonatkozó állításokat. A táplálékkiegészítő ipar határozottan ellenezte az uniós irányelvet, és petíciót nyújtott be, melyet több orvos és tudós is aláírt 2005-ben, mert szerintük indokolatlanok a korlátozások.
Az Európai Unió Bírósága szerint az intézkedések szükségesek a közegészségügy védelme érdekében.
A 2002/46/EK irányelv magyarországi átültetése az étrend-kiegészítőkről szóló 37/2004. (IV. 26.) ESZCSM rendelet.

## Külső hivatkozások
- A 2002/46/EK irányelv rövid összefoglalása
- Európai Bizottság > Élelmiszer-biztonság > Élelmiszer > Címkézés és táplálkozás > Élelmiszer-kiegészítők (angolul)
- Dietary Supplements Labels Database
- Safety information on herbal supplements[halott link]
- Dietary Supplement Information Archiválva 2000. október 17-i dátummal a Wayback Machine-ben